# Javier Barranco Cosano
Javier Barranco Cosano (* 17. November 1998 in Almería) ist ein spanischer Tennisspieler.

## Karriere

### Kindheit und Jugend
Barranco Cosano zog mit 15 Jahren von seiner Heimatstadt nach Benidorm, in der Nähe von Alicante, um dort mit mehr Spielern trainieren zu können. Er spielte zwischen 2014 und 2016 auf der ITF Junior Tour, wo er zwei Einzel- und drei Doppeltitel gewann. Der bedeutendste Erfolg war der Sieg im Doppel beim Perin Cup, einem Grade-1-Turnier. In der Junioren-Rangliste erreichte er mit Platz 84 seine höchste Platzierung.

### 2015–2023: Erste Jahre als Profi
Sein erstes Profiturnier bestritt Barranco Cosano 2015 auf der ITF Future Tour. Besonders im Doppel erzielte er schnell Fortschritte und gewann bereits 2016 seine ersten beiden Titel. 2017 folgten drei weitere Doppeltitel, 2018 sogar vier, was ihm die ersten Teilnahmen an der ATP Challenger Tour ermöglichte. Im September 2018 stand er in Sibiu erstmals in einem Challenger-Halbfinale. In der Weltrangliste kletterte er bis auf Platz 258, sein höchstes Ranking. Obwohl er sich danach mehr auf das Einzel fokussierte, erreichte er 2019 in Cherbourg sein erstes Challenger-Doppelfinale.
Seine Einzelkarriere entwickelte sich ähnlich. Nach seinem ersten Future-Titel 2017 folgten 2018 vier weitere Titel, wodurch er erstmals in die Top 300 einzog. Auch hier erreichte er in Sibiu sein erstes Challenger-Viertelfinale. 2019 zog er in Braunschweig ins Halbfinale ein und besiegte Hugo Dellien, damals die Nummer 83 der Welt. In den folgenden Jahren blieb Barranco Cosano sowohl bei Futures als auch bei Challengers aktiv. Er gewann 2019 einen weiteren Einzeltitel und von 2020 bis 2023 jeweils zwei Titel auf der Future Tour, wodurch er sich die meiste Zeit in den Top 300 hielt. Im Doppel war er in dieser Zeit weniger erfolgreich, gewann jedoch 2020 und 2023 jeweils einen Titel. Er erreichte zudem 2021 die Doppelfinals der Challenger Tour in Sevilla und Gran Canaria sowie zwei Challenger-Halbfinals im Einzel, darunter in Warschau und Antalya.

### 2024: Neues Karrierehoch und ATP-Tour-Debüt
2024 wurde zu seinem bislang erfolgreichsten Jahr im Einzel. Er erreichte die Halbfinals in Teneriffa, Barcelona und Tampere. Sein bisher bestes Resultat erzielte er in Iași, wo er nach vier Zweisatzsiegen ins Finale einzog, jedoch deutlich mit 1:6, 1:6 gegen Hugo Dellien verlor. Dennoch erreichte er mit Platz 213 ein neues Karrierehoch. Im Doppel gewann er an der Seite von Nicolas Moreno de Alboran in Brașov seinen ersten Challenger-Titel, obwohl das Doppel für ihn weiterhin weniger Priorität hat. Den bislang einzigen Auftritt auf der ATP Tour hatte Barranco Cosano im Mai 2024 bei den Open Parc Auvergne-Rhône-Alpes Lyon. Dort überstand er die Qualifikation und verlor im Hauptfeld in drei Sätzen gegen Dominik Koepfer.

## Erfolge
| Legende (Anzahl der Siege) |
| Grand Slam                 |
| ATP Finals                 |
| ATP Tour Masters 1000      |
| ATP Tour 500               |
| ATP Tour 250               |
| ATP Challenger Tour (1)    |

### Doppel

#### Turniersiege
| Nr. | Datum        | Turnier | Belag | Partner                   | Finalgegner                        | Ergebnis          |
| --- | ------------ | ------- | ----- | ------------------------- | ---------------------------------- | ----------------- |
| 1.  | 7. Juli 2024 | Brașov  | Sand  | Nicolas Moreno de Alboran | Karol Drzewiecki Piotr Matuszewski | 3:6, 6:1, [17:15] |